# Selside
Selside is een dorpje in het bestuurlijke gebied South Lakeland, in het Engelse graafschap Cumbria.  Selside ligt in de civil parish Whitwell and Selside.
De St. Thomas kerk in Selside dateert uit 1838, de kerktoren is van 1894. In de buurt van de kerk vindt men de Selside Hall met de overblijfselen van twee Pele Towers uit de 15e en 16e eeuw. Het gebouw werd later veranderd en er werden delen bijgebouwd, onder andere in de 18e eeuw.